# Alpaida calotypa
Alpaida calotypa este o specie de păianjeni din genul Alpaida, familia Araneidae. A fost descrisă pentru prima dată de Chamberlin, 1916.
Este endemică în Peru. Conform Catalogue of Life specia Alpaida calotypa nu are subspecii cunoscute.